# Кялагаї

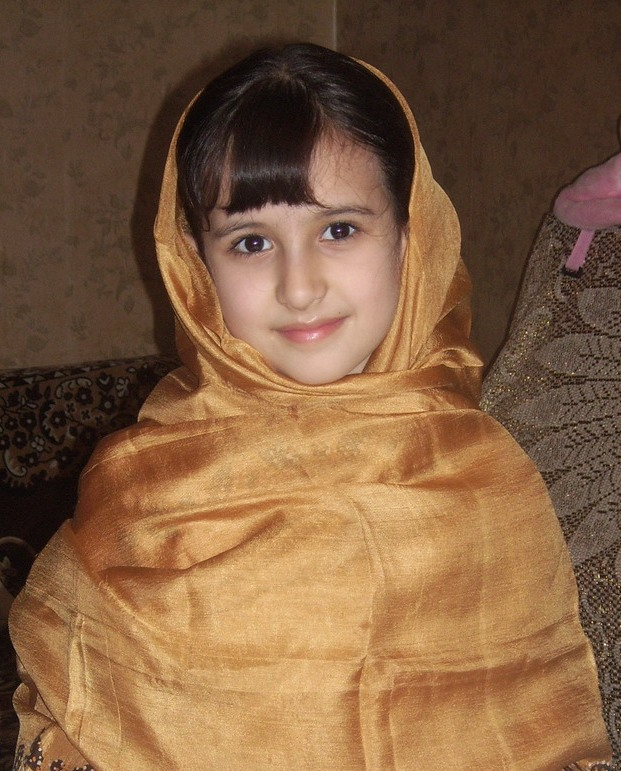
Дівчинка-азербайджанка в кялагаї

Кялагаї (азерб. Kəlağayı) — азербайджанський національний жіночий головний убір. Є шовковою хусткою з некручених ниток, місцевого виготовлення, з набивним візерунком, виконаним традиційним способом резервування воском. У Західній зоні кялягаї іноді називають чаргатом.
У листопаді 2014 року на 9-й сесії ЮНЕСКО традиційне мистецтво і символіка кялагаї, його виготовлення і носіння були включені від Азербайджану до списку нематеріальної культурної спадщини ЮНЕСКО.

## Давні часи
Виробництво калагаї давно відоме в Азербайджані. Деякі джерела стверджують, що використання жіночих хусток, подібних до сучасних калагаї, було поширене серед палацових жінок у V і VI ст. до н. е. за правління Дарія I, царя Ірану. Географічний трактат Худуд-аль-Алам X століття згадує про виготовлення головного покриву в місті Барзан.

### XVIII століття
У середні століття на території сучасного Азербайджану існували невеликі підприємства з виробництва кялагаї. За словами історика-дослідника Маїса Джафарова, попри те, що кялагаї раніше вироблялися індивідуально, пізніше почали діяти спеціальні підприємства з виробництва традиційних шовкових хусток.
В інформації Георга Форстера, що припадає на 1784 рік, зазначається, що до 400 тонн шовку відправляли з Ширвана до Астрахані. Література та етнографічні свідчення доводять, що значна частина того шовку припадала на частку Баскала і кялагаї займала в ньому також значну частину. У цей період часу поряд з містами Гянджа, Шуша, Шекі, Баскал був одним з найбільших азербайджанських міст-виробників шовку.
Кялагаї Баскала, що особливо цінувались на світовому ринку з XVIII століття, згадуються в записках мандрівників на Кавказ. Російський мандрівник Петро Пашино 1862 року в газеті «Кавказький вісник» писав, що тканини і кялагаї, що виготовляються кустарним методом у віддаленій провінції Баскал, нічим не поступалися зразкам ткацької промисловості того часу за своїми художніми якостями.

### XIX століття

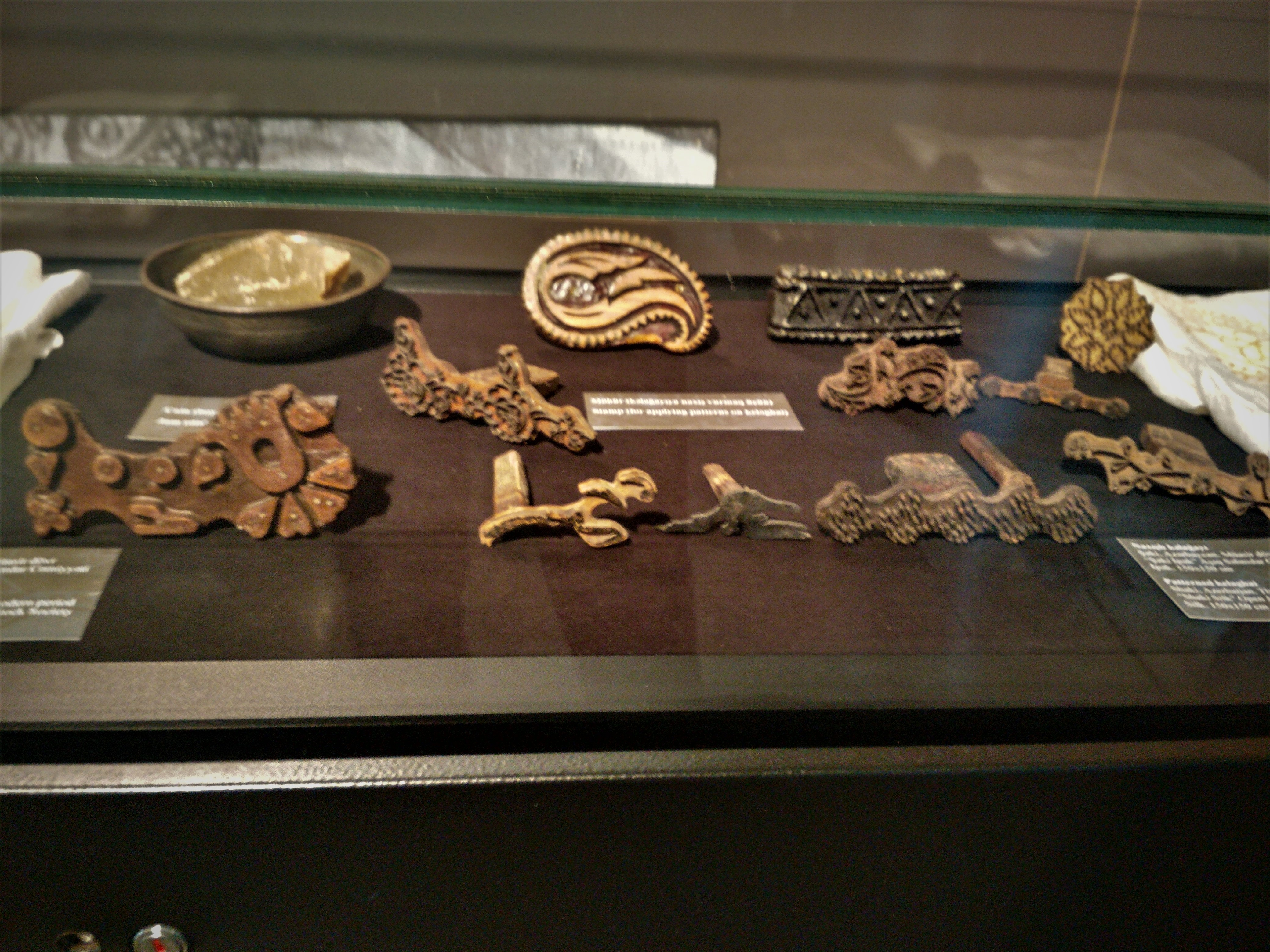
Різні галіби (печатки) для нанесення малюнка на келагаї

1862 року ткач з Басгала Насір Абдулазіз оглу взяв участь у міжнародній виставці в Лондоні і був нагороджений срібною медаллю та спеціальним дипломом за продемонстровані ним ніжну кялагаї і елегантну тканину тафту. Повернувшись з Лондона майстер кялагаї сказав:
|  | Британські жінки не дали можливості, щоб люди дивилися тільки на кялагаї. В один момент на виставці продажу на ярмарку вони все розкупили. Я був дуже здивований. Якщо б знав, то я б узяв з собою в Лондон побільше хусток. Наступного разу віднесу побільше". |

Наприкінці XIX — початку XX століття традиційні центри кялагаї Азербайджану через різні політичні та соціально-економічні причини, особливо завезення дешевих фабричних товарів з Росії, змінили свої позиції і мистецтво кялагаї поступово об'єдналося лише у двох центрах — Баскалі і Гянджі. В Ордубаді використання кялагаї почалося переважно в XIX і в середині XX століть.

### XX століття
Напередодні світової війни в Баскалі було 900 кустарних ткацьких майстерень, що мали 1500 верстатів; тут за рік вироблялося 1 млн 800 тисяч кялагаї. Оскільки фарбувальні цехи Басгала не встигали фарбувати стільки хусток, більшість із них відправляли до Шамах, Гянджу і Баку.

### XXI століття
Від 2003-го року в селищі Басгал Ісмаїллинського району за ініціативи наукової організації «Розвиток» діє Шовковий центр «Кялагаї». Також у Баскалі створено унікальний інтерактивний музей «Кялагаї». Відвідувачі музею можуть ознайомитися з історією і традиціями кялагаї, а також простежити за процесом створення мистецтва, навіть можуть брати участь у виробництві продукту.

Психолог Рена Ібрагімбекова, у своєму виступі TEDx в Баку 2011 року стверджувала, що кялагаї описує людське життя: 
|  | У візерунках кялагаї є певна система і ті, хто його виготовляють, повинні дотримуватися цієї системи. Візерунки на кялагаї описують будову всесвіту і світу. Лінія на краю хустки має значення гори, вона захищає людей. А лінія посередині описує інший світ, і як видно з візерунків, інший світ значно яскравіший і складніший, ніж цей. |

Рена Ібрагімбекова, зазначає, що шовківництво Азербайджану безпосередньо пов'язане з виробництвом кялагаї, цей головний убір є одним з найважливіших, наприклад, на весіллях використовується червона кялагаї.
2010 році чимало династій продовжують ткацтво кялагаї в Азербайджані. Нащадки Шовкатзії Шамілова в Шекі вважаються майстрами цього мистецтва.
2016 року Європейське азербайджанське товариство в торговому центрі «Beaugrenelle» в Парижі організувало бутик кялагаї азербайджанського дизайнера Мензер Ґаджієвої.

## Виготовлення

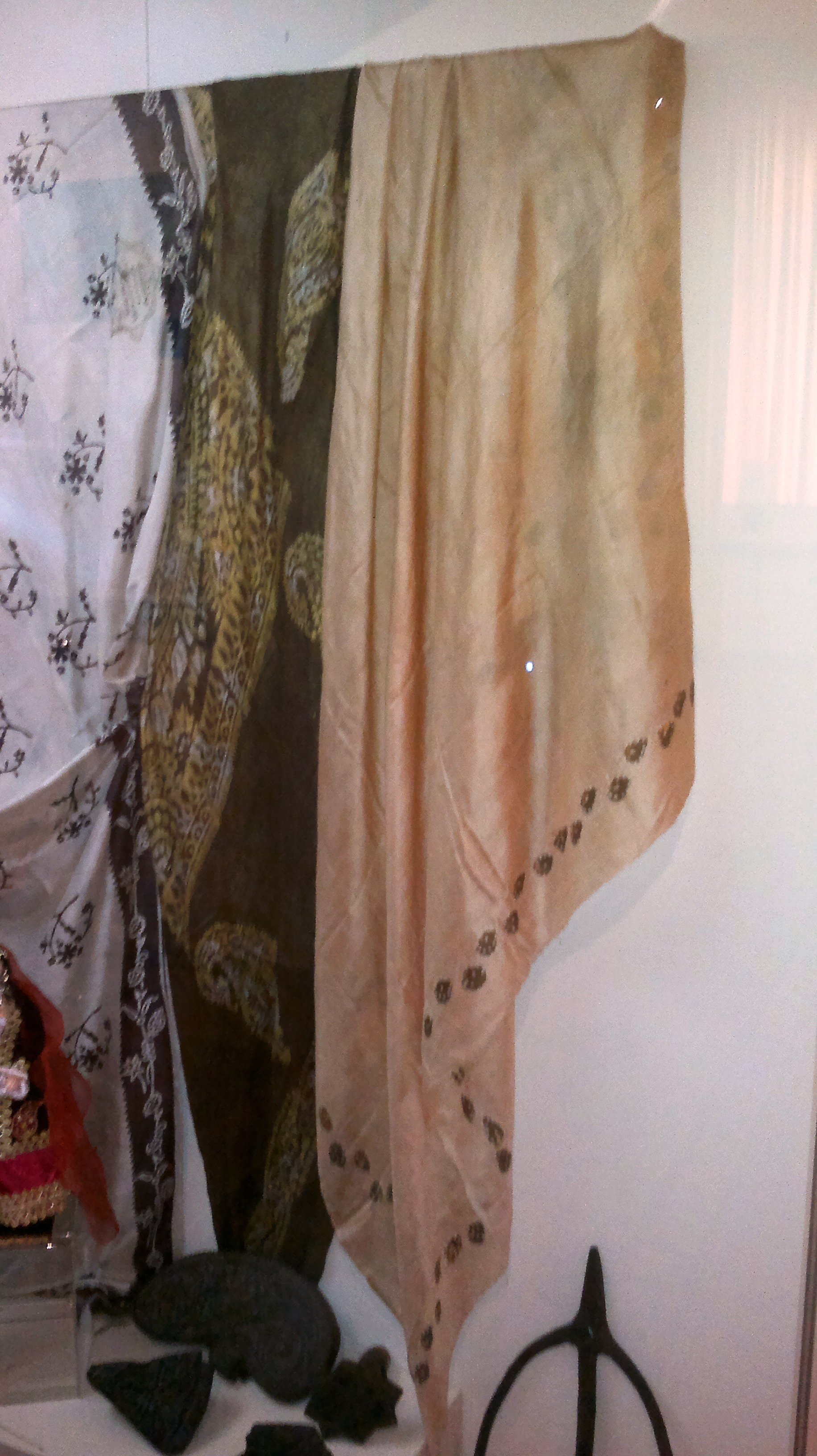
Кялагаї та штампи для їх виготовлення, що належать до XIX століття. Музей історії Азербайджану, Баку

Кялагаи білого кольору з кольоровою облямівкою виготовляється так. На відстані 10-12 см від краю набивається облямівка, що складається з дрібних зубчиків (на зразок гребінця). Вище від цього штампа прикладається ще гладкий квадратний штамп для захисту білої тканини всієї хустки від дії фарби, в яку потім занурюється облямівка. Після цього кялагаї складається вдвоє, а потім «гармошкою». Верхня частина закручується на невелику круглу палицю й поверх перев'язується ганчірочкою, а нижня розпускається і занурюється для закріплення в розчин квасців.
Через добу облямівка хустки виймається і опускається в холодну фарбу бажаного кольору. Результатом цього є кольорова облямівка. Такі шовкові головні хустки абсолютно самобутні як за малюнком, так і за забарвленням. Щоб отримати двоколірні і триколірні кялагаї, все це повторюється стільки разів, у скільки кольорів хочуть пофарбувати хустку.
Імена Гаджі Гаміда Талиба оглу, Кербелаї Абдулхаліга Ашрафа оглу, ткача Аліаббаса Джабраїла оглу згадують серед Баскалських майстрів візерунка, які жили і творили в XX столітті.

## Носіння
Кялагаї кустарного виробництва різних кольорів (переважно білого, червоного, синього), в залежності від віку і смаку жінки, надягають поверх хустки в свята. У старовину кялагаї бували різного кольору у молодих і обов'язково чорного у літніх жінок.
З хустки і намотаної на неї кялагаї складається чалма. Така чалма є головним убором, характерним для скотарсько-землеробської стадії, з напівкочовим способом життя. У халлаварських і хайдарланських айрумок найчастіше зустрічалася червона чалма. За формою і способом носіння їхня чалма відрізнялася від чалми айрумів Азербайджанської РСР. Там кялагаї не намотували, а обгортали навколо білої хустки так, що на маківці було видно нижню хустку, майже завжди білого кольору.